# Jean Sablon
Jean Sablon (Nogent-sur-Marne, 1906. március 25. – Cannes, 1994. február 24.) francia énekes, dalszerző, színész.

## Pályakép
Az első francia énekes volt, aki dzsesszt is énekelt. Abban is újító volt, hogy már 1936-ban mikrofont használt. A hanglemezek és a rádióállomások sztárja volt.
1937-ben szerződést kötött az NBC-vel az Egyesült Államokban. A rádió majd a tévé Amerikában is sztárrá tette. Mint francia dalszerző is nemzetközi karriert csinált. Alkalmanként visszatérve Franciaországba ott is megjelent a színpadokon.

## Diszkográfia
- http://www.encyclopedisque.fr/artiste/4114.html
- https://www.chantefrance.com/artist/3532-jean-sablon/discographie Archiválva 2021. szeptember 21-i dátummal a Wayback Machine-ben

## Dalaiból
1. Ce Petit Chemin
2. C'est Si Bon
3. C'est Si Bon (It's So Good)
4. Je Tire Ma RÃ©vÃ©rence
5. Plus Rien, Je N'ai Plus Rien Qu'un Chien
6. Rendez-Vous Sous La Pluie
7. Rhum Et Coca Cola
8. Sur Le Pont D'avignon
9. Vous Qui Passez Sans Me Voir
10. Un Amour Comme Le NÃ´tre
11. Puisque Vous Partez En Voyage

## Filmek
- https://www.imdb.com/name/nm0754821/

## Érdekesség

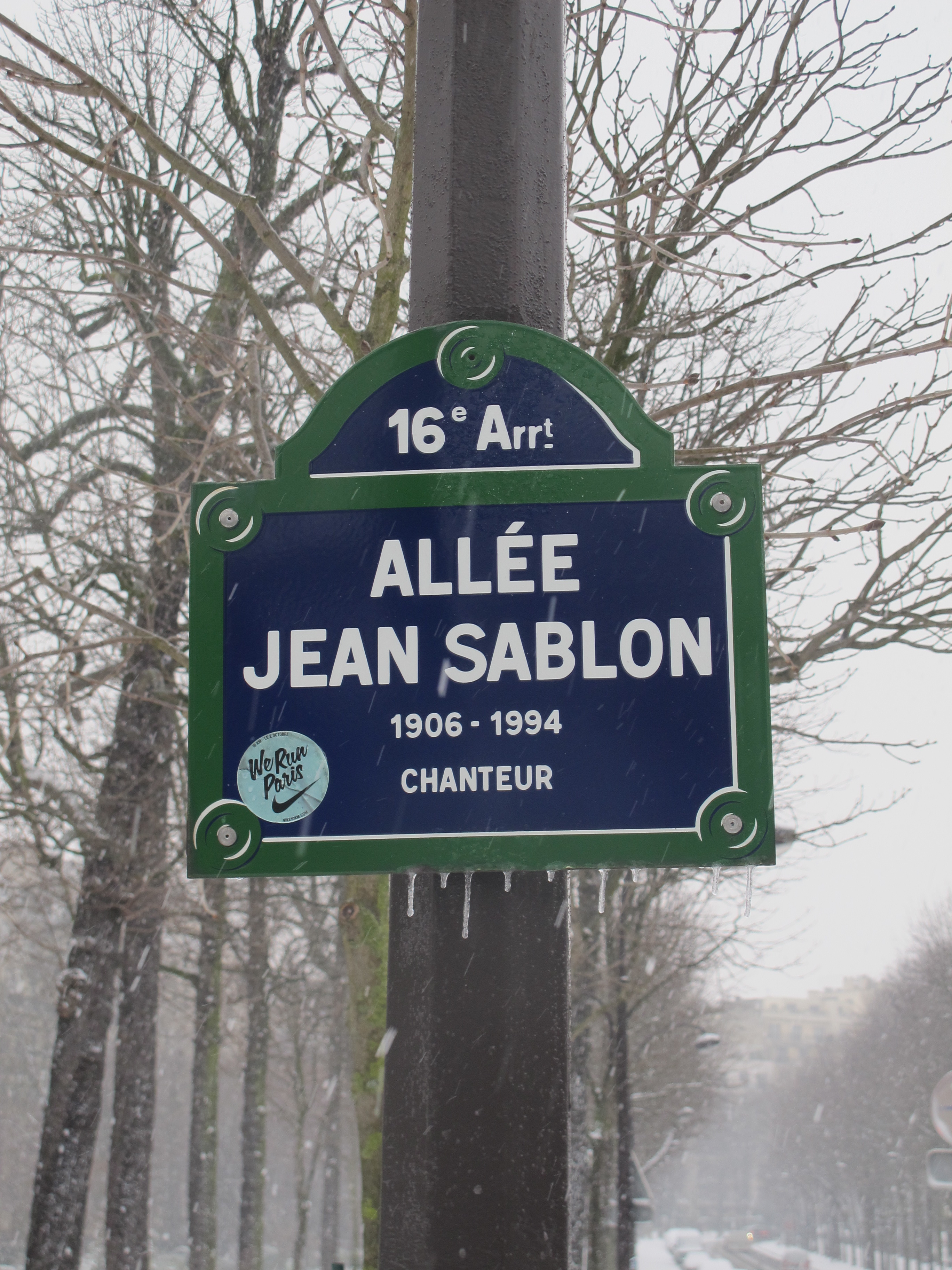

Párizsban utcanév is őrzi emlékét.